# Padang Panjang (Semidang Gumay)
Padang Panjang is een bestuurslaag in het regentschap Kaur van de provincie Bengkulu, Indonesië. Padang Panjang telt 235 inwoners (volkstelling 2010).